# Schlegeliàcies
Les schlegeliàcies (Schlegeliaceae) són una família d'angiospermes pertanyent a l'ordre de les lamials que conté quatre gèneres. És nativa de l'Amèrica tropical.

## Gèneres
- Gibsoniothamnus
- Schlegelia
- Synapsis
- Thomandersia